# Karolina Wierczyńska
Karolina Maria Wierczyńska – polska prawnik, doktor habilitowany, profesor nadzwyczajny Instytutu Nauk Prawnych PAN.

## Życiorys
W 2001 uzyskała tytuł magistra na Wydziale Prawa i Administracji Uniwersytetu Gdańskiego. 18 stycznia 2008 obroniła w Instytucie Nauk Prawnych PAN napisaną pod kierunkiem Władysława Andrzeja Czaplińskiego pracę doktorską Ewolucja pojęcia zbrodni ludobójstwa w świetle działalności międzynarodowych trybunałów karnych. Tam też 27 października 2017 na podstawie dorobku naukowego oraz pracy zatytułowanej Przesłanki dopuszczalności wykonywania jurysdykcji przez międzynarodowy trybunał karny. Studium międzynarodowoprawne uzyskała stopień naukowy doktora habilitowanego nauk prawnych.
Pracowała w Europejskiej Wyższej Szkole Prawa i Administracji w Warszawie. Objęła funkcję adiunkta, a następnie profesora nadzwyczajnego w Instytucie Nauk Prawnych Polskiej Akademii Nauk.
Została wybrana na członka Komitetu Nauk Prawnych Polskiej Akademii Nauk kadencji 2020–2023. W 2020 objęła funkcję zastępczyni przewodniczącego tego komitetu.

## Publikacje
- 2009: Ogłaszanie umów międzynarodowych jako warunek ich bezpośredniego stosowania – kilka uwag na marginesie polskiej praktyki[1]
- 2016: Przesłanki dopuszczalności wykonywania jurysdykcji przez Międzynarodowy Trybunał Karny. Studium Międzynarodowoprawne[1]
- 2017: Individual Responsibility for Deliberate Destruction of Cultural Heritage: Contextualizing the ICC Judgment in the Al-Mahdi Case[1]